# David Jones (Spieleentwickler)

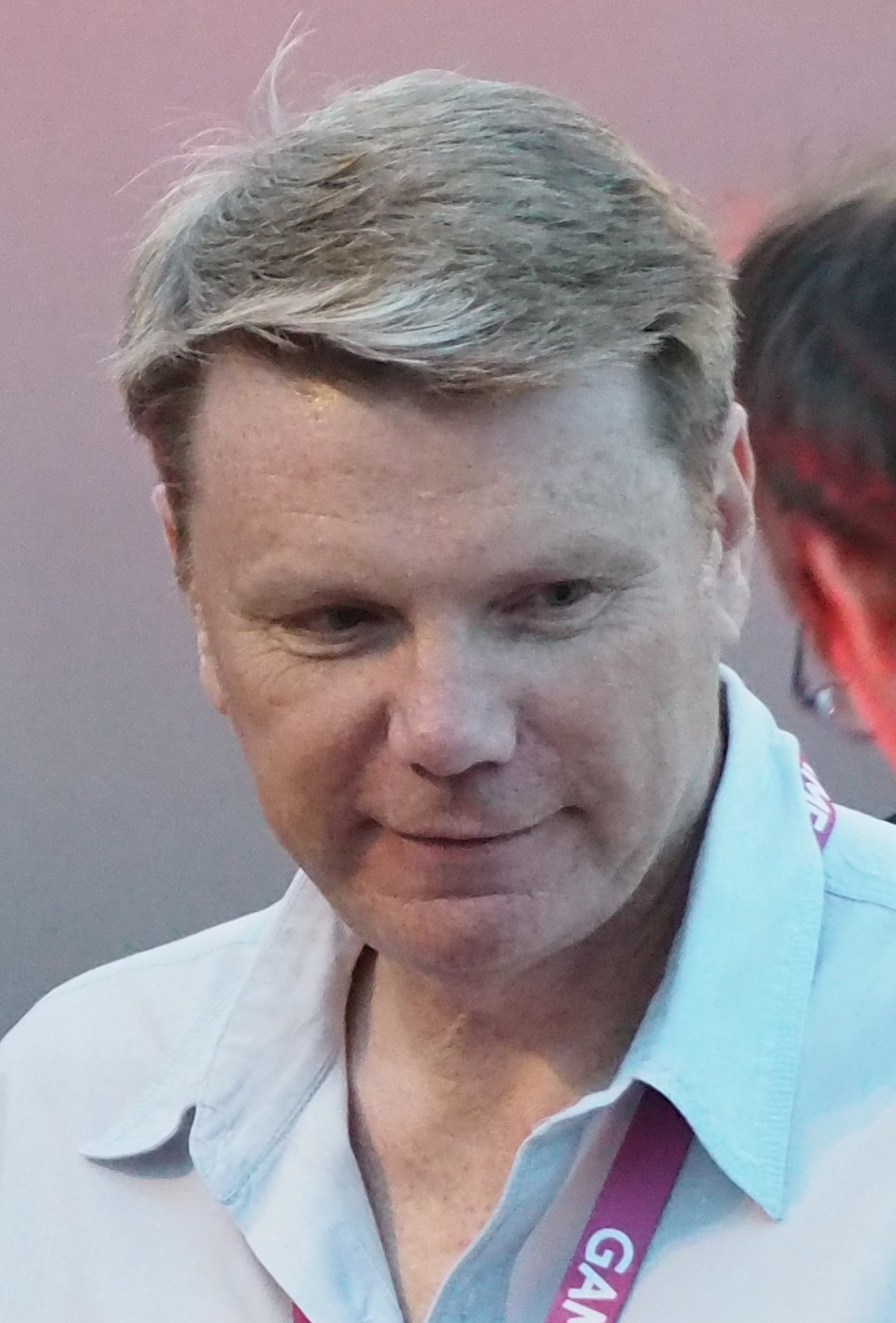
David Jones (2018)

David Jones (* Oktober 1965 in Dundee) ist ein schottischer Spieleentwickler und bekannt für Lemmings (1991), Grand Theft Auto (1997) und Grand Theft Auto 2 (1999).

## Karriere
Jones gründete 1988 die Videospielfirma DMA Design im schottischen Dundee, die er bis 1999 leitete. Hier erschienen unter anderem sein erstes Spiel, Menace (1988), Blood Money (1989) und die Spiele der Kultserie Lemmings (1991–1994). 2002 gründete Jones das Studio Realtime Worlds, wo er als Creative Director für die Spiele Crackdown und APB: All Points Bulletin verantwortlich zeichnete. 2004 war Jones Keynote-Speaker auf den World Cyber Games in San Francisco. Realtime Worlds wurde 2010 liquidiert.
2012 gründete Jones zwei neue Studios: Cloudgine sollte sich auf Cloud Computing basierende Spiele fokussieren, Reagent Games sollte zusammen mit Sumo Digital an Crackdown 3 arbeiten. 2017 wurde Cloudgine von Epic Games aufgekauft, und Jones wechselte als Director Cloud Strategy zu Epic.
2022 wurde er bei den Scottish Games Awards für sein Lebenswerk mit dem Lifetime Achievement Award ausgezeichnet.

## Ludografie (Auszug)
| Spiel                                | Jahr | Studio                  | Publisher           | Genre                                  |
| ------------------------------------ | ---- | ----------------------- | ------------------- | -------------------------------------- |
| Menace                               | 1988 | DMA Design              | Psygnosis           | Shoot ’em up                           |
| Blood Money                          | 1989 | DMA Design              | Psygnosis           | Shoot ’em up                           |
| Lemmings                             | 1991 | DMA Design              | Psygnosis           | Denkspiel                              |
| Shadow of the Beast (PC-Engine-Port) | 1992 | Reflections Interactive | Psygnosis           | Action-Adventure                       |
| Grand Theft Auto                     | 1997 | DMA Design              | BMG Interactive     | Open-World-Spiel, Third-Person-Shooter |
| Body Harvest                         | 1998 | DMA Design              | Gremlin Interactive | Action-Adventure, Third-Person-Shooter |
| Space Station Silicon Valley         | 1998 | DMA Design              | Take 2 Interactive  | Jump ’n’ Run, Action-Adventure         |
| Grand Theft Auto 2                   | 1999 | DMA Design              | Rockstar Games      | Open-World-Spiel, Third-Person-Shooter |
| Crackdown                            | 2007 | Realtime Worlds         | Microsoft Studios   | Open-World-Spiel, Third-Person-Shooter |
| APB: All Points Bulletin             | 2010 | Realtime Worlds         | Realtime Worlds     | Open-World-Spiel, Third-Person-Shooter |
| Crackdown 3                          | 2019 | Reagent Games           | Microsoft Studios   | Open-World-Spiel, Third-Person-Shooter |